# 早安家族New Star
早安家族New Starは2008年6月7日から9月21日まで台湾電視公司で放送されたオーディション番組である。
6人の最終合格者と2人の特別賞受賞者を輩出する。

## 概要
- ハロー!プロジェクト初の海外オーディションである。
- 台湾日本の共同企画でアイスクリー娘。とフランシス&愛子の新人を発掘する。
- 合格者は芸能事務所アップフロントエージェンシー（現：アップフロントプロモーション）に所属する。

## 番組内容
- 2008年6月7日、8日 – 超人気!!モーニング娘、申込者予備選考会
- 2008年6月14日、15日 – 北部予選
- 2008年6月21日、22日 – 中南部予選
- 2008年6月28日、29日 – 総合地区予選
- 2008年7月5日、6日 – 伝統舞踊挑戦選
- 2008年7月12日、13日 – 日台文化挑戦選
- 2008年7月19日、20日 – 敗者復活戦
- 2008年7月26日、27日 – 特技挑戦選
- 2008年8月2日、3日 – 自己挑戦選
- 2008年8月30日、31日 – 研修合宿の様子
- 2008年9月6日、7日、13日、14日 – 最終決選予備選
- 2008年9月20日、21日 – 世紀総決選

## 放送時間
台湾電視公司
- 2008年6月7日 - 2008年9月21日。土日，18:30~19:30

東森綜合台
- 土日、23:00 - 24:00

## 司会、審査員
- 総合司会：黑人（陳建州）
- 審査員長：黃子佼
- プロデューサー：張小燕
- 随時審査員となった芸能人：黃舒駿,言言（劉品言）,麻衣（佐藤麻衣）,伍思凱,黃國倫,唐從聖,牛奶

- 最後選考：つんく♂および張小燕

## 合格者
2008年9月19日決勝戦が行われ（放送は9月20日、21日）つんくと張小燕により6名の合格者と2名の特別賞が選ばれる。

### 早安家族New Star合格者(アイスクリー娘。)
（鍾安琪と邱翠玲は敗者復活）
- 呉思璇(シェンシェン,喜樂)(1988/01/10)リーダー
- 鍾安琪(アンチー,安琪)(1989/07/23)サブリーダー
- 曾德萍(ペイペイ,傻白)(1991/02/10)
- 趙國蓉(ヨウコ,燈泡)(1992/08/28)
- 邱翠玲(レイレイ,阿翠)(1994/01/16)
- 古筠(グーチャン,小筠)(1996/12/14)

### 特別賞(大小姐)
- 呉兆絃(フランシス,兆絃)(2000/12/27)
- 藍愛子(愛子)(2002/12/21)